# Messeschnellweg
Der Messeschnellweg ist eine vierstreifige Kraftfahrstraße in Hannover. Er verbindet die beiden Teilstücke der A 37.

## Verlauf
Der Messeschnellweg beginnt im Norden im Stadtteil Groß-Buchholz an der Anschlussstelle 5 Hannover-Misburg der A 37. Er verläuft in südlicher Richtung östlich der hannoverschen Innenstadt durch die Eilenriede. Danach führt er am namensgebenden Messegelände im Stadtteil Mittelfeld vorbei und endet in Laatzen-Mitte. Hier geht er wieder über in die A 37 (Anschlussstelle 11 Messegelände), während zugleich die B 6 in südlicher Richtung abzweigt.
Die Vorbereitungen zum Bau des Messeschnellweges begannen bereits 1949. Zusammen mit dem Südschnellweg, dem Westschnellweg und anderen Schnellstraßen gehört er zum vom damaligen Stadtplaner Rudolf Hillebrecht entwickelten Konzept, den Fernverkehr um das Stadtzentrum herumzuführen. Der Bau der Schnellstraße mitten durch den hannoverschen Stadtwald Eilenriede führte zu heftigen Protesten in der Bevölkerung, in deren Folge schließlich 1956 die Stadt den Eilenriedebeirat konstituierte.
Der Schnellweg ist als vierstreifige Kraftfahrstraße ausgebaut. Er ist seit 1998 (Fertigstellung der Unterführung an der Pferdeturmkreuzung) kreuzungsfrei und verfügt teilweise über einen Standstreifen. Ein Verkehrsleitsystem ermöglicht es, diese zu Großveranstaltungen als zusätzlichen Fahrstreifen zu nutzen. Während der großen Messen (Hannover Messe, um die Jahrtausendwende die Cebit, später die  Agritechnica) wird der Messeschnellweg zu den Stoßzeiten (An- und Abreise, teils nur an den frequentiertesten Tagen) als Einbahnstraße geregelt, sodass dann jeweils vier Fahrstreifen in eine Richtung befahrbar sind.

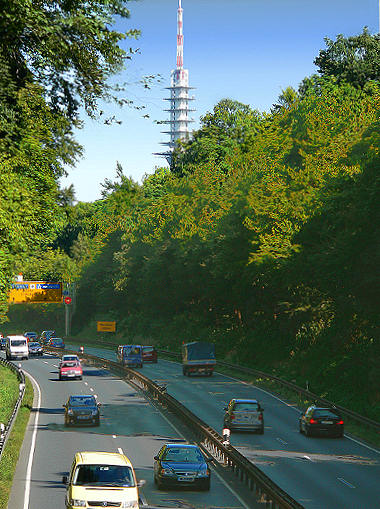
Messeschnellweg in der Eilenriede
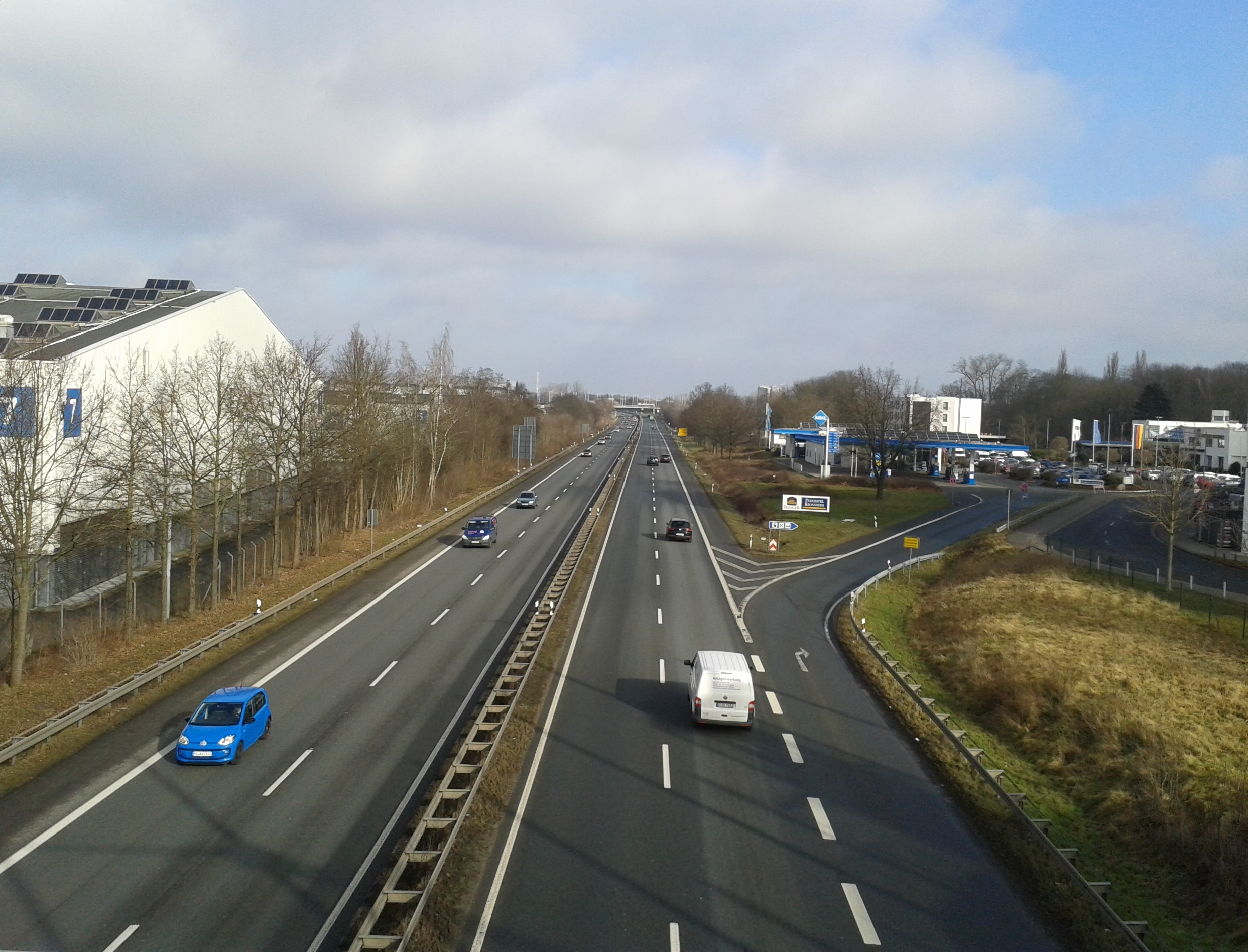
Messeschnellweg am Messegelände

## Einbindung in das hannoversche Schnellstraßensystem
Der Messeschnellweg geht im Norden im Stadtteil Groß-Buchholz an der Anschlussstelle Hannover-Misburg in die „Moorautobahn“ A 37 über, die wiederum später bei Burgdorf in die B 3 in Richtung Celle übergeht. Über das Autobahnkreuz Hannover/Kirchhorst wird außerdem die A 7 erreicht.
Im nördlichen Abschnitt bis zum Seelhorster Kreuz ist der Messeschnellweg Teil der B 3, südlich davon Teil der B 6. Am Seelhorster Kreuz quert der Südschnellweg und damit die B 65.
Südlich des Messegeländes an der Stadtgrenze mit Laatzen geht der Messeschnellweg wieder in die A 37 über. Hier zweigt an der Anschlussstelle Hannover-Messegelände die B 6 nach Süden ab, die kurz darauf die B 443 kreuzt. Die A 37 führt im Autobahndreieck Hannover-Süd auf die A 7.